# Rasmus Stjerne
Rasmus Stjerne (* 26. Mai 1988 in Hvidovre) ist ein dänischer Curler.

## Karriere
Stjerne hat an fünf Curling-Juniorenweltmeisterschaften teilgenommen. In den Jahren 2004 und 2005 nahm er als Third für Skip Kenneth Jørgensen teil. In den Jahren 2006, 2007 und 2008 nahm er als Skip seines Teams an den Juniorenweltmeisterschaften teil und erreichte die Plätze fünf, vier und sieben. 2009 beendete er mit seinem Team die Round-Robin als zweitplatziert und gewannen das Finale gegen das Team aus Kanada. 
Stjerne nahm 2010 an der Curling-Europameisterschaft teil und erreichte mit seinem Team durch einen Sieg gegen das Team von Christof Schwaller das Finale. Dort musste er sich 3-5 gegen Norwegen unter Thomas Ulsrud geschlagen geben.
Bei der nationalen Entscheidung in Dänemark um die Teilnahme an der Curling-Weltmeisterschaft 2011 musste er sich gegen seinen Vater Tommy Stjerne geschlagen geben, reiste jedoch als Trainer mit. Im selben Jahr nahm er wieder an der Curling-Europameisterschaft 2011 teil, konnte jedoch im 3 vs. 4 das Team um Skip Jiri Snítil nicht besiegen. Er gewann dennoch daraufhin im Spiel um die Bronze-Medaille 9-6 gegen das tschechische Team von Jiri Snítil.
Bei den Europameisterschaften 2012 und 2013 sowie der Weltmeisterschaft 2013 erreichte er den vierten Platz und qualifizierte sich damit für die Olympischen Winterspiele 2014 in Sotschi. Die dänische Mannschaft wurde mit ihm als Skip Sechster.
Bei der Weltmeisterschaft 2016 zog er nach einem Halbfinalsieg gegen die US-Amerikaner mit Skip John Shuster in das Finale ein. Das Spiel gegen die kanadische Mannschaft um Kevin Koe ging mit 3:5 verloren. Trotz der Silbermedaille bei der WM wurde Stjerne bei der Europameisterschaft 2016 mit dem dänischen Team nur Letzter.
Im Dezember 2017 sicherte er Dänemark mit seinem Team (Third: Johnny Frederiksen, Second: Mikkel Poulsen, Lead: Oliver Dupont, Alternate: Morten Berg Thomsen) durch einen Finalsieg gegen die tschechische Mannschaft beim Olympischen Qualifikationsturnier in Pilsen einen der beiden letzten Startplätze für die Olympischen Winterspiele 2018 in Pyeongchang. Dort kam er mit dem dänischen Team nach zwei Siegen und sieben Niederlagen in der Round Robin auf den zehnten und letzten Platz.
Im März 2018 erklärte er zusammen mit seinen Teamkollegen den vorläufigen Rücktritt vom Curling-Sport.

## Persönliches
Stjernes Vater Tommy Stjerne spielt ebenfalls Curling und gewann bei der Weltmeisterschaft 1990 die Bronze-Medaille.